# ヴァイオレイション
バイオレーション(Violations)またはヴァイオレイション
1. バスケットボールの反則の一つについては本項で解説。
2. ヒューマンエラーの一因となる、楽をしたい、面倒臭いなどを理由とした意図的な規則違反・正規マニュアル違反のこと。東海村JCO臨界事故が例とされる。

バイオレーション(Violations)は、バスケットボールにおける反則のうち、身体の接触およびスポーツマンらしくない行為以外の総称。以下の反則がバイオレーションに含まれる。プロバスケットボールリーグのNBAでは、ルールが異なる場合がある。
ヴァイオレーション、ヴァイオレイションと表記されることもあるが、日本バスケットボール協会発行の競技規則での表記はバイオレーションである。以下、特に断りがない限り、2023年時点の日本バスケットボール協会発行の競技規則の表記に従う。

## 国際ルールにおけるバイオレーション
以下のことに対する反則はバイオレーションとなり、それが起こった場所に最も近いアウトからの相手チームによるスローインでプレーが再開される（ディフェンスのプレーヤーによるゴールテンディング及びインタフェアランスを除く）。

### 時間制限に関するもの
3秒ルール
フロントコート内でボールをコントロールしているチームのプレーヤーが、相手チームのバスケットに近い制限区域内に3秒を超えてとどまったとき。
そのプレーヤーが、制限区域外に両足をつけたとき、制限区域外に出たと判断される。
なお、NBAでは、ディフェンスプレーヤーにも3秒ルールがある。
5秒ルール
次に掲げる状況となったとき、5秒ルール違反によるバイオレーションとなる。
- 1m以内の距離に近接してガードされたプレーヤーが、5秒以内にパス、ショット、あるいはドリブルしなかったとき。
- スローイン、フリースローにおいて、ボールを渡されてから5秒以内に行わなかったとき。

8秒ルール
バックコートでボールをコントロールしているチームが8秒以内にボールをフロントコートへ進めなかったとき。この8秒は、ボールをコントロールしている限り、継続して数え続けられる。
例：アウトオブバウンズジャンプボールシチュエーションでデッドのボールをサイドラインの外で再び保持する=スローインする場合は、8秒について継続して数えられる。
24秒ルール(ショットクロックバイオレーション)
ボールをコントロールしているチームが、24秒以内にボールがゴールのリングの内側を通過させ、もしくはリングに触れるようショットできなかったとき。8秒ルールと同じく、ボールをコントロールしている限り、数え続けられる。
ただし、ショットしたボールが空中にあるときに24秒が経過した場合は、ショットしたボールがリングの内側を通過、もしくはリングに触れればバイオレーションは適用されない。

### 行為に関するもの
アウトオブバウンズ
ボールを保持しているプレーヤー又はボールが境界線（サイドライン、エンドライン）を超え、もしくは境界線の外にある物に触れたとき。
適正でないドリブル(ダブルドリブル、イリーガルドリブル)
一連のドリブルを終えた後に再び新たなドリブルを行い（ダブルドリブル）、もしくはドリブル中に完全に手で支え持つ状態になっていると判断された（イリーガルドリブル）とき。
なお、ドリブルの終了とはドリブラーの両手がボールに触れたときまたは片手もしくは両手でボールを支え持ったときである。
また、ファンブル（ボールを持ち損なうこと）はドリブルとはみなされない。
トラベリング
ボールを持ったまま3歩を超えて歩いたり、止まった状態でピボットフットを当初の位置から動かしたとき。
ドリブルを始める際にはピボットフットが床から離れる前にボールを手から離さなければならないため、ボールを持ったままピボットフットが床から離れたときは、ドリブルを開始することはできず、3歩以内にパス、もしくはショットしなければならない。
なお、ピボットフットとは、ボールを保持した状態で身体を動かす際に支点となる足のことである。両足が床に降りた状態でボールを保持、または空中でボールを保持し両足同時に床に降りて停止した場合はどちらの足でもよく、その後最初に上げた足の他方の足がピボットフットになり、空中でボールを保持して片足で床に降りたり片足を床についてボールを保持して停止した場合は最初に床に降りた足がピボットフットとなる。
キックボール
故意に足または腿でボールを蹴ったり止めたとき。ボールを拳で殴る行為もキックボールとして扱われる。
ただし、偶然に当たったと判断された場合はバイオレーションにはならない。
バックコートバイオレーション
チームでコントロールしているボールをフロントコートへ進め、もしくはフロントコートにおいてボールをスティールした後、そのチームのプレーヤーがボールをバックコートにいる味方のプレーヤーにパスし、もしくはボールをコントロールしてフロントコートからバックコートにドリブル等で持ち込んだとき。
ただし、フロントコートにいるプレーヤーが味方からのパスをジャンプして空中においてキャッチし、バックコートへ着地した場合は、バックコートバイオレーションにはならない。
ゴールテンディング
ショットされたボールが放物線の一番高いところから落ち始めた後、全体がリングより高いところにある間にプレーヤーが、そのボールに触れたとき。
インタフェアランス
ショットされたボールがリング上にある場合に、次のことをしたとき、インタフェアランスとなる。なお、2005年のルール改正前までは「バスケットインターフェア」と呼ばれていた。
なお、ディフェンスのプレーヤーがゴールテンディングもしくはインタフェアランスを行った場合は、そのバイオレーションに係るショットが成功したものとみなされ、得点が認められる。
- プレーヤーがバスケットやバックボードに触れる。
- ゴールのリングの下から手を入れてボールに触れる。
- ショットのボールがバスケットの中にある間にディフェンスのプレーヤーがボールやバスケットに触れる。
- ショットされたボールが空中にある間にディフェンスのプレーヤーがバックボードやリングをたたいたり振動させてボールがバスケットにはいるのを妨げる。

ジャンプボールにおけるバイオレーション
ジャンプボールにおいて、次に掲げる行為を行ったときは、バイオレーションになる。
- トスが最高点に達する前にタップしたとき。
- ボールがタップされる前に、ジャンパーがサークル外へ出たとき。
- トスボールあるいは、タップされたボールが床、リング、バックボード、ジャンパー以外の8名の選手に触れる前にジャンパーがキャッチしたとき。
- ジャンパーが2回を超えてタップしたとき。（3回以上のタップ）
- タップされる前にサークル内へジャンパー以外のプレーヤーが入ったとき。

## NBAにおけるバイオレーション
バイオレーションとペナルティ
アウトオブバウンズ
プレーヤーはボールがアウトオブバウンズになるようなことをしてはならない。
ペナルティ
ボール保持権を失い、直近のバウンダリーラインから相手チームのスローイン。
例外
スローインの際に、アウトオブバウンズへ誰も触れずにボールが出た場合、ボールはスローインの元の位置に戻される。
ドリブル
スローイン
1.インバウンズに持ち込んではならない。
2.5秒以内にボールを離さなくてはならない。
3.コート上の他のプレーヤーが触るまで、コート上でボールに触れてはならない。
4.決められたスローイン位置から離れてスローしてはならない。
5.コート上の他のプレーヤーが触るまで、ボールをバスケットに入れてはならない。
6.ボールが離れるまでラインを越えてインバウンドにステップしてはならない。
7.誰も触らず直接アウトオブバウンズに出してはならない。
8.スローインに有利なように床から離れてはならない。
9.コート上のプレーヤーにボールを手渡ししてはならない。
例外
フィールドゴール後、フリースロー後、各クォーターの開始時は、エンドライン外を移動したり、エンドライン外の味方にパスしてもよい。
ペナルティ
ボール保持権を失い、直近のバウンダリーラインから相手チームのスローイン。
ストライク・ザ・ボール
プレーヤーは足でボールを蹴ること及び拳でボールを叩くことをしてはならない。
故意に叩いたり蹴ったりした場合は、バイオレーションだが、偶発的に当たった場合はバイオレーションにはならない。
意図的に足のどの部分でも、ボールに触れてはならない。
ペナルティ
オフェンス側が起こした場合は、直近あるいは、ベースラインとフリースローラインの間ではフリースローライン延長上のサイドラインから相手チームのスローイン。
ディフェンス側が起こした場合は、ボールポゼッションは代わらずに、直近あるいは、ベースラインとフリースローラインの間ではフリースローライン延長上のサイドラインからオフェンス側のスローイン。
スローインの際に起きた場合は、相手チームで同じ場所からのスローイン。
ボールを暴力的に投げたり、蹴ったりして直接客席に入れたプレーヤーは、理由や着地点に拘わらずテクニカルファウルを宣告され退場となる。
ジャンプボール
オフェンス3秒ルール
ディフェンス3秒ルール
8秒ルール
チームは、ボールポゼッションのあるとき、バックコートからフロントコートにボールを運ぶのに連続して8秒より多く費やしてはならない。
例外　1　ディフェンス側が、次のことをした場合、新たに8秒が与えられる
1.キック（パンチ）ボール、
2.パーソナルファウル、テクニカルファウル
3..ゲーム遅延への警告
例外　2　次の場合、新たに8秒が与えられる
1.インフェクションコントロール（治療）で、ゲーム進行が止まったとき。
2.バックコートでのジャンプボールでボールコントロール得た場合。
3.第4クォーターやオーバータイムの最後2分で行うフロントコートからバックコートへのスローインの時。
ペナルティ
相手チームのコート中央ミッドコートラインからのフリースローライン
バックコート
ボールコントロールのあるチームのプレーヤーは、味方がフロントコートから、バックコートへ到達させたボールに触れてはならない。
ジャンプボール、ショット、やリバウンドで、味方へボールを送る時など、混み合った区域でボールをタップする状況では、ボールコントロールはいずれのチームにもないので、適用されない。
ペナルティ
相手チームのコート中央ミッドコートラインからのフリースローライン
肘のスウィング
ディフェンスが近傍におり、オフェンスがボールを持っている時に、どちらのプレーヤーも接触が無くても、過度で過大に肘を振り回してはならない。
ペナルティ
直近あるいは、ベースラインとフリースローラインの間ではフリースローライン延長上のサイドラインから相手チームのスローイン。
スローインの際に起きた場合は、ゲームクロックは動かさない。
バスケットの下からのボール通過
どのプレーヤーもバスケットの下からボールを通過させてはならない。
ペナルティ
フリースローライン延長上のサイドラインから相手チームのスローイン。
イリーガルアシスト
a.プレーヤーは、ゴールを得るために、リング、バックボード、支柱などにぶら下がったり登ったりして使ってはならない。
b.プレーヤーは、他のプレーヤーがゴールを得るために、高さを得ることを助けてはならない。
ペナルティ
フリースローライン延長上のサイドラインから相手チームのスローイン。
トラベリング
国際ルールと同じ
イリーガルオフェンススクリーンセット
5秒ルール
フロントコート上でフリースローライン延長線を越えたオフェンスプレーヤーは、バスケットの背や横を向けて、5秒より長くドリブルを続けてはならない。カウントは次の時点で終了する。
1.プレーヤーがボールを保持したとき。
2.フリースローライン延長線を出たとき。
3.ディフェンスプレーヤーがボールを逸らしたとき。
ペナルティ
フリースローライン延長上のサイドラインから相手チームのスローイン。
バスケットインターフェア　-　ゴールテンディング
プレーヤーは次のことをしてはならない
- ボールがバスケットリングを使って転がったり、乗っている時に触れる。
- バスケットリングより上の仮想円柱上にあるボールに触る。
- フィールドゴールを狙ったボールがリングより上でバックボードに触れ落ちてきたところを触れる。
- フィールドゴールを狙ったボールがリングより下でバックボードに触れ上がってきたところを触れる。
- バスケットリングを通過してきたボールに触れる。
- フィールドゴールを狙ったボールがリングより上で下降しているところを触れる
- ボールがリングに触れたり転がっているとき、リングを傾けたり、リング、ネット、バックボードに振動を与えボールに不自然な動きをさせる。
- ボールがネットに通過してきたとき、リング、ネット、ボールに触れる
- バックボード面と手で放たれたボールをトラップする。（ボールをボードにぶつけるのはトラップではない）

ペナルティ
ディフェンス側が起こした場合は、通常のフィールドゴール成功と同じ扱い。
オフェンス側が起こした場合は、ゴールしても得点にはならず、フリースローライン延長上のサイドラインから相手チームのスローイン。
両チーム同時の場合、センターサークルでジャンプボール。